# Limnonectes micrixalus
Limnonectes micrixalus é uma espécie de anfíbio da família Ranidae.
É endémica das Filipinas.
Os seus habitats naturais são: florestas subtropicais ou tropicais húmidas de baixa altitude e rios.